# مارتين لويس (لاعب كرة الريشة)
مارتين لويس (بالإنجليزية: Martyn Lewis)‏ هو لاعب كرة الريشة بريطاني، ولد في 12 أغسطس 1982.

## وصلات خارجية
- مارتين لويس على موقع BWF.tournamentsoftware.com (الإنجليزية)
- مارتين لويس على موقع BWFbadminton.com (الإنجليزية)
- مارتين لويس على موقع اتحاد ألعاب الكومنولث (مؤرشف) (الإنجليزية)
- مارتين لويس على موقع دورة ألعاب الكومنولث 2006 (مؤرشف) (الإنجليزية)